# Atlanta Rhythm Section
Atlanta Rhythm Section, иногда сокращенно ARS, — американская группа южного рока, образована в 1970. В текущем составе два основателя группы — клавишник Дин Дотри (единственный постоянный участник) и вокалист Родни Хусто, а также новые участники: гитаристы Дэвид Андерсон и Стив Стоун, и барабанщик Джим Килинг.

## Карьера
Группа образована в 1970 году бывшими участниками Candymen и Classics IV, как сессионный коллектив для недавно открытой Studio One в Доравилле, Джорджия, недалеко от Атланты. Поучаствовав в записях других исполнителей, они решили стать настоящей группой со своими собственными правами. В оригинальный состав вошли вокалист Родни Хусто, гитарист Барри Бэйли, басист Пол Годдард, клавишник Дин Дотри, и барабанщик Роберт Никс. Гитарист Джеймс Б. Кобб младший присоединился к группе в начале 1972. Хусто покинул группу после первого альбома и был заменен Ронни Хаммондом. Бадди Буйе, менеджер и продюсер группы, является соавтором большинства песен группы. Певец христианской музыки и южного рока Милон Лефевр принял участие в записи песни «Jesus Hearted People», попавшей на альбом Third Annual Pipe Dream. Интересно, что Барри Бэйли, Пол Годдард, и Дин Дотри, до создания ARS, были участниками аккомпанирующей Лефевру группы.
В 1996 году группа была включена в Музыкальный Зал Славы Джорджии (англ. Georgia Music Hall of Fame).

## Классические песни
Хотя они и не добились такого коммерческого успеха как Lynyrd Skynyrd или The Allman Brothers, у них была длинная череда хитов, два из которых вошли в Топ 10 — «So Into You», «Imaginary Lover», плюс песни — фавориты фанов, такие как «Boogie Smoogie», «Jukin'», and «Georgia Rhythm». Atlanta Rhythm Section оказали влияние на ряд рок и кантри исполнителей, в частности Трэвиса Тритта (англ. Travis Tritt), который сделал каверы на песни «Back Up Against the Wall» и «Homesick». Группа Shudder to Think сделала кавер на «So Into You». Вайнонна Джадд записала на своем альбоме 1993 года песню «Rock Bottom», написанную Коббом и Буйе. Гарт Брукс на альбоме Scarecrow записал песню Кобба/Буйе «Mr. Midnight».

## Смерти бывших участников
- Р. Ж. Вили умер 13 ноября 1999 года от сердечного приступа в возрасте 37 лет.[4]
- Ронни Хаммонд умер 14 марта 2011 года в городе Форсайт, Джорджия в возрасте 60 лет от сердечной недостаточности.[5]
- Роберт Никс умер 20 мая 2012 года, в баптистской мемориальной больнице в Мемфисе, Теннесси, в возрасте 67 лет, от осложнений после операции; он страдал от диабета и множественной миеломы.[6]
- Пол Годдард умер 29 апреля 2014 года от рака (по словам его менеджера) в возрасте 68 лет.[7]
- Дин Дотри умер 26 января 2023 года в возрасте 76 лет.[8]

## Участники группы
Текущий состав
- Дин Дотри (англ. Dean Daughtry) — клавишные, вокал (1970—2023)
- Родни Хусто (англ. Rodney Justo) — вокал (1970—1972, 1983, 2011 г.-настоящее время; подменял вокалиста в апреле 2008)
- Стив Стоун (англ. Steve Stone) — бас-гитара (1986—1988), гитара (соло-гитара начиная с 2007 года), гармоника, бэк-вокал (1988-настоящее время)
- Джим Килинг (англ. Jim Keeling) — ударные (1999-настоящее время)
- Дэвид Андерсон (англ. David Anderson) — гитара, бэк-вокал (2007-настоящее время)
- Джастин Сенкер (англ. Justin Senker) — бас (1992—2011, июнь 2014-настоящее время)

## Дискография

### Студийные альбомы
- Atlanta Rhythm Section — 1972
- Back Up Against the Wall — 1973
- Third Annual Pipe Dream — 1974 (#74 в США)
- Dog Days — 1975 (#113 в США)
- Atlanta Rhythm Section — 1976 (#154 в США)
- Red Tape — 1976 (#146 в США)
- A Rock and Roll Alternative — 1976 (#11 в США)
- Champagne Jam — 1978 (#7 в США)
- Underdog — 1979 (#26 в США)
- The Boys from Doraville — 1980 (#65 в США)
- Quinella — 1981 (#70 в США)
- Truth in a Structured Form — 1989
- Eufaula — 1999

### Концертные альбомы
- Are You Ready! — 1979 (#51 в США)
- Live at The Savoy, New York October 27, 1981 — 2000
- Extended Versions — 2011

### Сборники
- The Best of Atlanta Rhythm Section — 1982
- Atlanta Rhythm Section '96 — 1996
- The Best of Atlanta Rhythm Section — 1997
- Partly Plugged — 1997
- Best Of The Atlanta Rhythm Section — 1997
- 20th Century Masters — The Millennium Collection: The Best of Atlanta Rhythm Section — 2000
- Anthology: Greatest & Latest — 2007

### Хит-синглы
- Doraville — 1974 (#35 в США)
- Angel — 1975 (#79 в США)
- Free Spirit — 1976 (#85 в США)
- Jukin — 1976 (#82 в США)
- Dog Days — 1977 (#64 в США)
- Georgia Rhythm — 1977 (#68 в США)
- Neon Nites — 1977 (#42 в США)
- So In To You — 1977 (#7 в США)
- Champagne Jam — 1978 (#43 в США)
- I’m Not Gonna Let It Bother Me Tonight — 1978 (#14 в США)
- Imaginary Lover — 1978 (#7 в США)
- Do It or Die — 1979 (#11 в США)
- Spooky — 1979 (#17 в США)
- I Ain’t Much — 1980 (#101 в США)
- Silver Eagle — 1980 (#75 в США)
- Alien — 1981 (#16 в США)